# Frank Orban
Frank Orban (Schoten, 29 september 1964) is een Belgisch voormalig baanwielrenner.

## Carrière
Orban won een aantal Belgische kampioenschappen en nam in 1984 deel aan de Olympische Spelen in de sprint waar hij 11e werd.

## Palmares
| Jaar     | BK           | EK       | WK       | Overige                       |
| Junioren | Junioren     | Junioren | Junioren | Junioren                      |
| -------- | ------------ | -------- | -------- | ----------------------------- |
| 1982     | Sprint       |          |          |                               |
| 1983     | 1km · Sprint |          |          |                               |
| Amateurs |              |          |          |                               |
| 1984     | 1km · Sprint |          |          | Olympische Spelen: 11e Sprint |
| 1985     | Sprint       |          |          |                               |